# دختران (مجموعه تلویزیونی)
دختران یک مجموعه تلویزیونی ایرانی
محصول سال ۱۳۷۹ است. این مجموعه از شبکه پنج پخش شد.

## خلاصه داستان
این مجموعه تلویزیونی با محوریت قراردادن مشکلات دختران، به زندگی چند دانشجو می پردازد که در پی زندگی خوابگاهی ماجراها و مشکلاتی برایشان پیش می‌آید.نگار دختر جوان تهرانی که با خانواده اش زندگی می‌کند، اتاقی را در طبقه اول ساختمان برای کارهای خود اجاره کرده، پروانه همسر رضا که به تازگی از هم جدا شده‌اند، به خانه نگار می‌آید و در منزل او ساکن می‌شود‌‌ و...

## بازیگران
- آتنه فقیه نصیری
- حمیرا ریاضی
- سحر ولدبیگی
- شقایق دهقان
- افسون افشار
- زیبا بروفه
- فرهاد مهادیان]
- فخرالدین صدیق‌شریف
- نیما فلاح
- آریا توسلی
- رامین ناصرنصیر
- بابک نوری
- مهدی صبایی
- کیومرث ملک مطیعی
- پونه عبدالکریم زاده